# Institut Indi de les Ciències
L'Institut Indi de les Ciències (en anglès: Indian Institute of Science (IISc)) és una universitat pública d'educació superior i de recerca en ciència, enginyeria, disseny i gestió. Es troba a Bangalore, a l'estat indi de Karnataka. L'institut es va fundar el 1909 amb el suport actiu de Jamsetji Tata i, per tant, també es coneix localment com l'«Institut Tata».

## Història
El terreny i instal·lacions per a la institució van ser donades en nom del Regne de Mysore per Krishnaraja IV Wodeyar i Jamsetji Tata. L'estat de Mysore va donar unes 150 ha de terreny i Tata va donar diversos edificis per a la creació de l'IISc. L'estat de Mysore també va aportar 500.000 rupies per a despeses de capital i 50.000 rupies per a despeses anuals. Asaf Jah VII, Nizam de l'Estat de Hyderabad també va contribuir en termes de diners que van ascendir a 3 lakh rupies durant un període de 31 anys.
Tata va morir el 1904 i la proposta va ser finalment aprovada per Gilbert Elliot-Murray-Kynynmound, Lord Minto el 1909, que va succeir a George Curzon, Lord Curzon com a virrei i que havia negat el projecte. Tot i que l'elecció de Tata per a la seu de l'institut va ser la seva pròpia ciutat de Bombai, l'aportació dels terrenys feta pel Maharaja de Mysore va fer establir-la a Bangalore. Els primers estudiants van començar a arribar el 1911.
El 1958 se li va concedir l'estatus d'universitat, i fins a la dècada de 1960 estava dominada pels estudis de física, química i enginyeria, impulsats pel seu director de 1933 a 1937 Chandrasekhara Raman, que havia estat Premi Nobel de Física en 1930, i pels esforços derivats de la investigació a la Segona Guerra Mundial. Durant el directori de Satish Dhawan, entre 1962 i 1981, les ciències biològiques van agafar força i es van consolidar entre 1984 i 1994 durant el directori de Chintamani Nagesa Ramachandra Rao quan el nombre i qualitat dels laboratoris va créixer, alguns d'aquests  focalitzats en biologia molecular i enginyeria genètica]. El 1998 Monsanto Company va obrir-hi un centre de recerca i investigació enmig de grans crítiques, i el va acabar tancant en 2000.
El 2018 li fou concedit l'honor d'Institut d'Eminència.

### Tiroteig de 2015
El dimecres 28 de desembre de 2005 l'Institut Indi de Ciència el professor Munish Chandra Puri de l'IIT i persones més van resultar ferides després que dos o més homes de l'organització armada islamista del Caixmir Laixkar-e-Toiba a Bangalore ataquessin les insal·lacions.

## El campus
El campus de l'IISc es troba al nord de Bangalore, a uns 6 quilòmetres de l'estació de tren de la ciutat de Bangalore i l'estació d'autobusos de Kempegowda, de camí a Yeshwantpur. L'institut es troba a uns 35 quilòmetres de l'aeroport internacional de Kempegowda. Altres instituts de recerca, l'Institut de Recerca Raman, l'Organització Índia d'Investigació Espacial (ISRO), l'Institut de Recerca de la Fusta i l'Institut Central d'Investigació d'Energia (CPRI), estan a prop de l'IISc. La majoria d'aquests instituts estan connectats a IISc mitjançant un servei regular d'autobús llançadora. El campus acull més de 40 departaments marcats per rutes com el Gulmohar Marg, el Mahogany Marg, el Badami Marg, el Tala Marg, el Ashoka Marg, el Nilgiri Marg, el Silver Oak Marg, el Amra Marg i el Arjuna Marg. L'institut és totalment residencial i s'estén per 400 acres de terreny al cor de la ciutat de Bangalore. El campus disposa de sis menjadors (cafeteries), una gimcana (gimnàs i complex esportiu), un camp de futbol i un camp de cricket, quatre menjadors (salons), un restaurant multicuina, nou albergs (dormitoris) per a homes i cinc per a dones, un aire franja, una biblioteca, dos centres comercials i residències del professorat i la resta del personal, a més d'altres equipaments.

## Programes

### Programes de doctorat
Els estudiants investigadors constitueixen més del 70% dels estudiants del campus. S'ofereixen títols de doctorat en 40 disciplines diferents. Els programes de recerca que porten als títols de doctorat són l'eix principal de molts departaments. El programa limitada el treball del curs, essencialment per preparar l'estudiant per dur a terme la investigació, però l'èmfasi principal està en el treball de tesi. Es reben 250 estudiants de recerca cada any amb diversos candidats patrocinats d'institucions i indústries educatives.
El programa de doctorat integrat està dissenyat per oferir oportunitats als graduats de 3 anys de grau per dur a terme investigacions avançades en àrees de ciències biològiques, químiques, matemàtiques i físiques, que condueixin al títol de doctor.

### Programes de màster
El programa MTech de dos anys està disponible a gairebé tots els departaments d'enginyeria. La majoria dels programes MTech tenen un conjunt de cursos bàsics especificats com a requisit essencial, mentre que els estudiants poden prendre la resta de crèdits de molts cursos disponibles als seus pares o altres departaments i també fer un treball de dissertació sobre el tema que escolliu. Els màsters que ofereix l'institut es classifiquen en dues categories: titulacions per treballs (MTech, M.Mgt. i M.Des.) i graus per recerca [MTech (recerca)].
El Departament d'Estudis de Gestió ofereix un programa de màster en gestió exclusivament per a graduats en enginyeria. El Centre de Disseny i Fabricació de Productes ofereix el curs Màster en Disseny (M.Des.). Iniciat l'any 1996, el M.Des. El programa és un programa de postgrau a temps complet de dos anys.

### Programa de grau
Durant les celebracions del Centenari de 2009 es va concebre un programa de grau en ciències per a estudiants després de la classe XII. El primer grup d'estudiants va ser admès l'any 2011. El programa ofereix una llicenciatura en ciències (recerca) de quatre anys i un màster integrat de cinc anys de Curs de ciències en sis disciplines: Biologia, Química, Ciències ambientals, Ciència dels materials, Matemàtiques i Física. El curs pretén exposar els estudiants a la naturalesa interdisciplinària en la qual es fa la recerca científica en molts camps propers.

## Classificació
En el Rànquing de Xangai de 2021 estava classificada entre la 401 i la 500 del mon, i en el QS World University Rankings 2022 estava considerada classificada en lloc 186 del mon.